# 大法寺 (名古屋市)
大法寺（だいほうじ）は、愛知県名古屋市東区東桜二丁目にある日蓮宗の寺院。

## 概要
金蔵院日承上人が応永33年（1426年）に創立、慶長16年（1611年）に清洲越しで現在地に移る。
付近には法華寺、照遠寺、本住寺、真柳寺、本要寺、壽元寺、法輪寺、浄蓮寺、妙泉寺等戦後の都市計画で移転された日蓮宗寺院が多数ある。